# Markttor (Hohenwart)

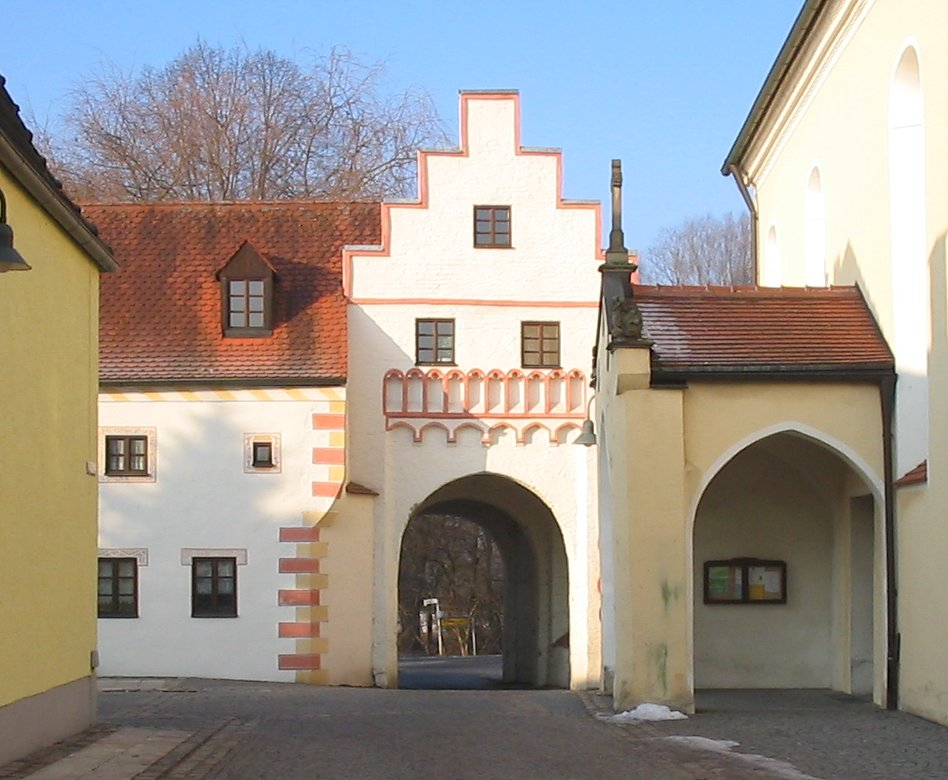
Markttor in Hohenwart, Marktseite

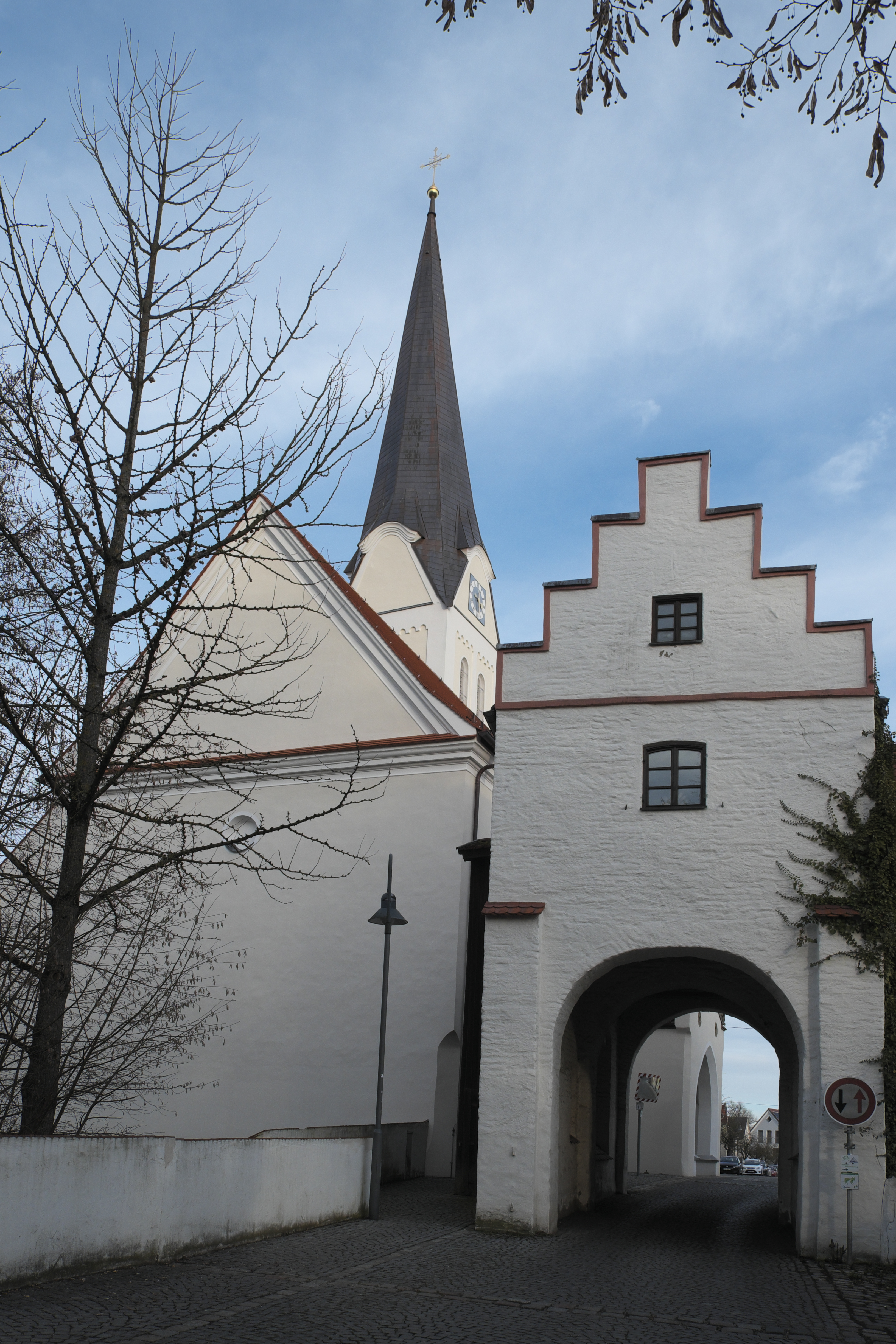
Markttor in Hohenwart, Feldseite

Das Markttor in Hohenwart, einer Marktgemeinde im oberbayerischen Landkreis Pfaffenhofen an der Ilm, wurde im 15. Jahrhundert errichtet. Der Torbau an der Kirchstraße gehört zu den geschützten Baudenkmälern in Bayern.
Der zweigeschossige, verputzte Backsteinbau mit Treppengiebeln und Maßwerk-Blendbogenreihe an der Ostseite besitzt eine zweiteilige, rundbogige Durchfahrt mit Balkendecken auf den Unterzügen.